# Очеретня (Вінницький район)
Очере́тня — село в Україні, у Погребищенській міській громаді Вінницького району Вінницької області. До 2020 центр сільської ради. Розташоване за 32 км від центру громади, за 2 км від залізничної станції Погребище Друге. Населення становить 876 осіб.

## Транспорт
- Зупинка 84 км поїзда Козятин-Христинівка

## Історія
Мешканці Очеретні брали участь у визвольній війні 1648—1654 років.
На зламах XVIII-ХІХ сс власницею частини села була княгиня Анна-Марія Любомирська, до шлюбу Хадік (Гадік).
Станом на 1885 рік у колишньому власницькому селі, центрі Очеретянської волості Липовецького повіту Київської губернії, мешкало 1843 особи, налічувалось 246 дворових господарств, існували православна церква, школа, постоялий двір та 2 постоялих будинки.
За переписом 1897 року кількість мешканців зросла до 2668 осіб (1325 чоловічої статі та 1343 — жіночої), з яких 2559 — православної віри.
Під час Другої світової війни з вересня 1942 до січня 1943 року діяла антифашистська група.
На початку 1970-х років в селі була розміщена центральна садиба колгоспу ім. Шевченка. За господарством було закріплено 5698 га землі, у тому числі 4267 га орної. Виробничий напрям був рільничо-тваринницький. У селі були середня школа, будинок культури, бібліотека..Після революції 1917 року було зруйновано маєток графа Тишкевича.
12 червня 2020 року, відповідно до розпорядження Кабінету Міністрів України № 707-р «Про визначення адміністративних центрів та затвердження територій територіальних громад Вінницької області», увійшло до складу Погребищенської міської громади.
19 липня 2020 року, в результаті адміністративно-територіальної реформи та ліквідації Погребищенського району, село увійшло до складу Вінницького району.

## Населення
За даними перепису 2001 року кількість наявного населення села становила 878 особи, із них 99,43 % зазначили рідною мову українську, 0,57 % — російську.
| Рік            | 1897 | ~1900 | ~1902 | ~1972 | 1989 | 2001 |
| -------------- | ---- | ----- | ----- | ----- | ---- | ---- |
| Кількість осіб |      |       |       | 1972  | 1139 | 878  |

## Особистості
В селі народилися
- Богданов Олег Миколайович (1984—2014) — солдат Збройних сил України, учасник російсько-української війни 2014—2017 років.[10]
- Москальчук Микита Андрійович — танкіст, Герой Радянського Союзу.